# Проскурняк вірменський
Проскурняк вірменський, алтея вірменська (Althaea armeniaca) — багаторічна трав'яниста м'яко-повстиста рослина родини мальвових. 

## Опис
Стебло прямостояче, 60—150 см заввишки. Листки пальчастоп'ятироздільні, гострозубчасті, з видовжено-яйцюватими частками. Квітки двостатеві, правильні, 5-пелюсткові, рожево-фіолетові, у волотевидно-китицеподібному суцвітті. Квітконіжки за довжиною такі, як листки, у пазухах яких вони сидять, або трохи довші за них. Плід — збірний, з багатьох плодиків-сім'янок, розміщених кільцем. Цвіте у травні — вересні. 2n = 84.

## Поширення
Поширений у південно-східній Європі, Західній і Середній Азії; інтродукований до Південної Дакоти.
В Україні проскурняк вірменський трапляється у Приазов'ї (Херсонська обл., Генічеський р-н, о. Бирючий) та в Криму на зволожених місцях, пісках, черепашниках.

## Заготівля і зберігання
Заготовляють корені дворічного і старшого віку рослин восени після відмирання надземної частини. Корені швидко миють холодною водою, підсушують, знімають кору, і, розрізавши вздовж на 2-4 частини, швидко сушать під наметом або в сушарках при температурі 30-35 °С. Зберігають у сухих (сировина дуже гігроскопічна), добре провітрюваних приміщеннях. Строк придатності — 3 роки. В деяких країнах заготовляють і листя (перед цвітінням), і квітки (під час цвітіння).

## Хімічний склад
Корені проскурняку містять до 35 % слизових речовин, які визначають цілющі властивості рослини, а також крохмаль (до 37 %), сахарозу (10,2), бетаїн (до 4 %) і жирну олію (до 1,7 %). "

## Практичне використання
Препарати проскурняку (порошок, водний настій, рідкий екстракт, сироп) використовують як протизапальний, обволікаючий і відхаркувальний засіб при катаральних станах дихальних шляхів, а також при проносах, гострих гастритах і ентероколітах завдяки обволікаючій дії на слизову оболонку шлунка. Проскурняк сприяє тривалішому впливові призначуваних разом із нею інших лікарських речовин, уповільнюючи їх всмоктування. У науковій і народній медицині проскурняк приймають всередину у вигляді відвару або холодного настою коріння при захворюваннях органів дихання (хронічні бронхіти, трахеїти, ларингіти, бронхопневмонії, бронхіальна астма, коклюш) та шлунково-кишкового тракту (катаральні стани стравохода, гастрити, ентероколіти, виразкова хвороба шлунка і дванадцятипалої кишки, особливо супроводжувана проносами). Настій і екстракт, крім того, використовують внутрішньо при лікуванні екземи і псоріазу. В народній медицині відвар коріння рослини внутрішньо вживають при запаленні сечового міхура, болісному мимовільному сечовиділенні, диспепсії у дітей, запальних процесах у нирках; зовнішньо — для полоскання ротової порожнини, горла, промивання очей при запаленні повік, для клізм при діареї, а також як протизапальний і пом'якшувальний засіб у вигляді припарок. Відвар коріння у молоці використовують при туберкульозі легень. Авіценна пропонував відвар з коріння, листя і насіння як пом'якшувальний засіб при плевритах, каменях у сечовому міхурі і навіть при пухлинах. Коріння проскурняку використовують для приготування пілюльної маси та як слизистий продукт у дієтичному харчуванні. В зарубіжній практиці при лікуванні захворювань горла, легень і травного тракту нарівні з коренями використовують і листя та квітки проскурняку. Корінь рослини входить до складу грудних чаїв.

## Вирощування
Споріднену рослину, проскурняк лікарський слід вирощувати на легких або середнього механічного складу ґрунтах із заляганням ґрунтових вод завглибшки два-три метри.
У зв'язку з трьох-, чотирилітньою культурою проскурняк слід розміщувати на запільних ділянках чи ж в місцях, де вирощують інші багаторічні лікарські рослини. На одному місці проскурняк може рости до 4 років. Найкращими попередниками для рослини є озимі зернові культури, а також просапні культури.